# 南开大学附属中学
南开大学附属中学，简称南大附中或南大附，座落于天津市南开区三潭路，隶属于南开区教育局，始建于1960年，前身是天津大学南开大学附属中学，曾是南开大学、天津大学的教职员工子弟学校。
南开大学附属中学和始建于1904年的天津市南开中学是两所相互独立、没有隶属关系的中学。

## 历史
1978年，南开大学附属中学自天津大学南开大学附属中学析出，自天津大学迁回南开大学原附小校舍，由南开大学和区教育局共同领导。1982年，南开大学附中的人事、经费由天津大学负责，教学业务由区教育局统一管理。1984年8月，南开大学附属中学迁至南开大学校园内的新教学楼。
2007年，天津市第四十三中学与南开大学附属中学合并，合并后的使用南开大学附属中学名称，但隶属于南开区教育局，并列入南开区教育局预算单位。
南开大学附属中学位于南开大学内的旧址改为南开大学组合数学中心。